# Lawrencella (hooiwagens)
Lawrencella is een geslacht van hooiwagens uit de familie Triaenonychidae.
De wetenschappelijke naam Lawrencella is voor het eerst geldig gepubliceerd door Strand in 1932. 

## Soorten
Lawrencella is monotypisch en omvat slechts de volgende soort:
- Lawrencella inermis